# Vilma Egresi
Vilma Egresi, née le 7 mai 1936 à Budapest et morte le 7 janvier 1979 dans la même ville, est une kayakiste hongroise pratiquant la course en ligne.

## Palmarès

### Jeux olympiques de canoë-kayak course en ligne
- 1960 à Rome,  Italie
  -  Médaille de bronze en K-2 500m [1]